# Krapina Selo
Krapina Selo is een plaats in de gemeente Konjščina in de Kroatische provincie Krapina-Zagorje. De plaats telt 185 inwoners (2001).